# Arthur 3 : La Guerre des deux mondes
Pour les articles homonymes, voir Arthur et la Guerre des deux mondes (homonymie).
Série Arthur et les Minimoys
Arthur et la Vengeance de Maltazard
(2009)
Pour plus de détails, voir Fiche technique et Distribution.
Arthur 3 : La Guerre des deux mondes est un film français réalisé par Luc Besson et sorti en 2010. Il s'agit du troisième et dernier film de la saga Arthur et les Minimoys.
Le film débute alors que Maltazard a réussi à se hisser dans le monde des hommes. Il veut former une armée de séides géants pour imposer son règne. Seul Arthur semble en mesure de le contrer. Mais il est toujours bloqué dans le monde des Minimoys et ne peut reprendre sa taille habituelle. Il peut cependant compter sur l'aide de Sélénia et Bétamèche, mais aussi sur le surprenant soutien de Darkos, le propre fils de Maltazard, qui semble vouloir changer de camp.

## Synopsis
Au village des Minimoys, ces derniers apprennent que Maltazard sème déjà la terreur chez les humains. La princesse Sélénia essaie d’extirper l‘épée des pouvoirs de son enclume sans succès, mais Arthur lui dit qu’ils n’ont aucune chance face à la taille de Maltazard et finit par se rappeler que dans le bureau de son grand-père Archibald, se trouve un flacon d’élixir qui permet de changer la taille d’un Minimoy en humain. Après avoir extirpé l’épée, Arthur repart en quête avec Sélénia et Betamèche. Pendant ce temps à la maison, le policier Martin et son maladroit coéquipier Simon, démarquent à la demande d’Armand terrifié sur sa rencontre avec Maltazard en le qualifiant comme le "diable" aux policiers. Bien qu’ils n’aient pas l’air de le croire jusqu’à ce qu’ils percutent Maltazard sur la route. Du côté des Bogomatasalaï, ceux-ci décident de se camoufler en attendant Maltazard. 
Sur le chemin du bureau, le trio de Minimoys utilise l’insigne perdu de Simon pour passer un champ de bestioles dans les conduits jusqu’à atteindre la tuyauterie. Une fois arrivés, ils réveillent le passeur, lui demandent de leur confectionner une bulle pour atteindre la salle de bains d’Arthur, à côté du bureau. Une fois installés, le passeur les informe que le dernier visiteur avant eux était Darkos et qu’il a pris le même chemin avant qu’il ne soit dans une bulle, dans la canalisation d’eau. En ville, Martin et Simon reviennent et demandent l’aide des autres policiers pour traquer le "diable" ignorant que Maltazard les a suivi et en tombant sur une affiche, il se rend dans un cabinet de chirurgie esthétique où il réclame au Dr Stitch de lui façonner un nouveau visage pour lui en tant que "M" le magicien.
Alors que le trio attend dans la bulle que quelqu’un utilise de l’eau, il aperçoivent au loin Darkos, qui finit par les repérer par leur bruit mais sa tentative de s’approcher d’eux ne fait que l’éloigner jusqu’à ce qu’il utilise une de ses lames pour avancer, mais les trois Minimoys parviennent à lui échapper lorsque Archibald actionne la chasse d’eau des toilettes. Pendant ce temps, les grands-parents reçoivent la visite d’un individu aux allures étranges qui affirme avoir habité dans cette maison dans sa jeunesse et quand ils demandent à Rose de lui apporter de la citronnade, elle pousse un cri effroyable avant de s’évanouir devant son visage. Armand se précipite devant elle après avoir nettoyé la mousse à raser ce qui a permis à Darkos de rattraper Arthur. Une fois arrivés à la salle de bain d’Arthur, le trio utilise une voiture jouet de ce dernier pour atteindre sa chambre afin qu’ils puissent prendre le train jouet pour atteindre le bureau d’Archibald mais en cours de route, ils affrontent Darkos.
Au même moment, Archibald démasque l’étranger qui se révèle être Maltazard au grand choc d’Armand. Les Bogomatasalaï interviennent pour l’arrêter mais ils se font battre par Maltazard où celui-ci révèle à la femme d’Archibald, Daisy, qu’il l'observe depuis tout ce temps et qu’il est fan de son talent culinaire. Les trois Minimoys arrivent au bureau et se précipitent vers l’élixir mais Archibald et Maltazard débarquent. Darkos se fait écraser par un livre en voulant faire signe à son père. Archibald décide de lui remettre l’élixir alors qu’Artur essaie de l'ouvrir, mais "M" exige également que Daisy lui apporte une tarte au chocolat chaque dimanche. Parallèlement, les trois Minimoys décident de sauver Darkos. Celui-ci prend conscience du mal qu'il leur a fait et que son père ne lui a jamais montré une marque d'amour en l’abandonnant une nouvelle fois. Le trio décide de le rattraper avec un avion en jouet en laissant Darkos derrière eux en lui promettant de revenir pour lui mais il se fait crasher en essayant de les aider et eux aussi tombent en plein vol. Maltazard atteint la rivière où il verse l'élixir pour faire grandir son armée de séides. 
Pendant ce temps, Sélénia attire une abeille pour qu’elle les emmène dans sa ruche et grâce à un traducteur, demande de l’aide à la reine pour arrêter "M" le maudit en lui expliquant qu’Arthur peut le vaincre parce que c’est un humain. Malgré le fait que les abeilles n’aiment pas les humains, une d’elles révèle à la reine qu’Arthur lui a sauvé la vie. Elle décide de récompenser sa bravoure en lui offrant un nouvel élixir. Malheureusement, des pompiers débarquent sous la demande d’Armand pour détruire la ruche malgré le raisonnement d’Archibald. Pour les en empêcher, Arthur demande aux abeilles de former des lettres pour interagir avec sa mère afin de lui expliquer où il est, même si elle s’évanouit devant cette nouvelle, cela retarde les pompiers. Armand demande à stopper l’opération sous la demande de Rose parce que leur fils est dans la ruche même s'il n’y croit pas. Heureusement, les pompiers reçoivent un appel de détresse dû à l’invasion de Maltazard. Une fois l’élixir terminé, Sélénia explique à Arthur qu’elle ne peut pas l’accompagner parce qu’elle doit veiller sur son royaume et qu’elle doit retrouver Darkos, tous deux se disent mutuellement de s’attendre jusqu’à la prochaine lune en s’embrassant juste avant qu’Arthur utilise l’élixir pour retrouver sa taille et son apparence normale.
Dans le bureau, Archibald trouve Darkos qui, malgré ses 2 millimètres, parvient à communiquer avec un micro pour lui demander où se trouve Arthur où celui-ci prend la voiture de son père qui a été réparée pour arrêter "M". Darkos convainc Archibald de le faire passer dans son monde en lui expliquant qu’il n’a jamais voulu faire du mal et qu’il veut confronter son père. Pour ça, Archibald décide d’utiliser un autre élixir stocké en cachette pour faire grandir Darkos en lui confiant le volant pour aller en ville qui a été ravagé et incendié par Maltazard en s’appropriant l’hôtel de ville. Après leur départ, Sélénia et Bétamèche chargent le dard d’une abeille d’élixir d’inversement avant de se mettre en route.
Arthur arrive le premier et essaie tant bien que mal de repousser les séides sur un moustique mais il finit par se faire capturer. Archibald arrive à temps avec Darkos pour que celui-ci ordonne à son père de relâcher Arthur sous la menace, mais Maltazard fait croire à son fils que cette conquête est pour lui. Darkos se laisse avoir. Alors que Maltazard s’apprête à exécuter Arthur, Darkos lui confie ses dagues et se débat pour couper les liens d’Arthur pour qu’il se défende contre Maltazard, ignorant que Sélénia et Bétamèche arrivent avec l’abeille pour qu’elle pique Maltazard. L’effet de l’élixir contenu dans le dard fait rétrécir "M" jusqu’à ce qu’il atteigne les 2 millimètres et qu’Arthur l’emprisonne dans un verre. Au même moment les forces militaires débarquent pour pousser les envahisseurs. Darkos surveille mais pour sa sécurité, Arthur le déguise (à l’image de Dark Vador). Pendant ce temps, Arthur retrouve son père et son grand-père. Armand lui promet d’être un bon père jusqu’à ce qu’il aperçoive les dégâts qu’il a provoqué sur sa voiture pendant que Sélénia et Bétamèche retournent au village. 
Une fois terminé, toute la famille se retrouve avec les Bogromatasalaï et les policiers, Martin et Simon, pour déguster la tarte au chocolat de Daisy. Elle demande à Rose de couper les parts pour chacun pendant que Daisy apporte comme promis une part à Maltazard, mais, coincé sous le verre, il ne peut pas la déguster, à sa grande déception et ivre de fureur.

## Fiche technique
- Titre original français : Arthur 3 : La Guerre des deux mondes
- Titre anglophone : Arthur 3: The War of the Two Worlds
- Réalisation : Luc Besson
- Scénario : Luc Besson, d'après l'œuvre de Luc Besson et Céline Garcia
- Photographie : Thierry Arbogast
- Direction artistique : Patrice Garcia et Philippe Rouchier
- Effets visuels numérique et animation 3D : Buf Compagnie
- Musique : Éric Serra
- Décors : Hugues Tissandier
- Costumes : Olivier Bériot
- Production : Emmanuel Prévost, Stéphane Lecomte et Luc Besson
- Sociétés de production : EuropaCorp, Apipoulaï et Avalanche Productions
- Sociétés de distribution : EuropaCorp Distribution (France), Belga Films (Belgique)
- Langue originale : anglais
- Budget : 68,83 millions d'euros[1],[2]
- Pays d'origine :  France
- Genre : fantastique, aventures, animation
- Durée : 100 minutes
- Dates de sortie :
  - France : 13 octobre 2010
  - Belgique : 27 octobre 2010

## Distribution
- Freddie Highmore (VF : Yann Loubatière) : Arthur Montgomery
- Mia Farrow (VF : Frédérique Tirmont) : Daisy, la grand-mère d'Arthur
- Robert Stanton (VF : Jean-Paul Rouve) : Armand, le père d'Arthur
- Penny Balfour (en) (VF : Frédérique Bel) : Rose, la mère d'Arthur
- Ron Crawford (VF : Michel Duchaussoy) : Archibald, le grand-père d'Arthur
- Lee Delong (VF : Marie-Madeleine Burguet-Le Doze) : Mme Karman
- Stephen Shagov (VF : Patrick Béthune) : le capitaine Bellerive
- Antony Hickling : Douglas[3]
- Jean Betote Njamba (VF : Saïd Amadis) : le chef Massaï
- Dashiell Eaves (VF : Cédric Dumond) : Simon
- Steve Routman (VF : Marc Perez) : Dr Stitch
- David Gasman (VF : Xavier Fagnon) : le garagiste
- Cooper Daniels : George Lucas
- Norman Stokle (VF : Roger Lumont) : le maire

| - Selena Gomez : Sélenia - Iggy Pop : Darkos - Lou Reed : Maltazard - David Gasman : le roi des Minimoys - Jimmy Fallon : Bétamèche | - Mylène Farmer : Sélénia - Marc Lavoine : Darkos - Gérard Darmon : Maltazard - Jacques Frantz : le roi des Minimoys - Cartman : Bétamèche - Patrice Dozier : Miro |

## Production
Le budget du film est de 68,83 millions d'euros, ce qui en fait à ce moment-là le 3e film français le plus couteux de l'histoire, juste devant le précédent film de la saga

### Tournage
Le film a été tourné en Normandie, en simultané avec le film précédent.

## Bande originale
Albums de Éric Serra
Les Aventures extraordinaires d'Adèle Blanc-Sec
(2006) The Lady
(2011)
Bandes originales de Arthur et les Minimoys
Arthur et la Vengeance de Maltazard
(2009)
Comme pour les 2 premiers films, Éric Serra compose la bande originale. Il s'agit de sa 12e collaboration avec Luc Besson.

### Liste des titres
1. The Two Worlds Overture
2. Not A Good Omen
3. Adventure Is Waiting For You
4. Martin's New Partner
5. The Green Devil
6. Bug Express
7. Volunteers Of Daisy Town
8. Family Morning Routine
9. Rowbubble
10. Preference For Shady Places
11. Visit Of The Giant House
12. Dizzy Riders
13. Stranger In The House
14. Kindly Step Aboard
15. The Train Fight part 1 & 2
16. The Train Fight part 3 & 4
17. The Train Fight part 5
18. Metamorphoz
19. Masters Of Disguise
20. Beta's Whistling Skills
21. I Can't Wait For Sundays
22. Flight In A Wooden Plane
23. Crash Of The Wooden Plane
24. The Swamp Air Fleet
25. Air Bumblebee
26. Symposium In The Hive
27. Beebusters
28. Message From The Bees
29. Second Attempt
30. Each To His Own World
31. The Giant Ant With A Pink Hat
32. Riding The Wooden Horse
33. The Dodge is Back
34. Archibald's Magic Potions
35. Who Can Be Trusted
36. I Love Your Hair
37. Don't Run Out Me Now
38. Seides At The Supermarket
39. Moskifight In Daisy Town part 1
40. Archi's New Haircut
41. Moskifight In Daisy Town part 2
42. Royal Urgency
43. Insidious Flattery
44. Liberators
45. Forget Your Dreams Of Greatness
46. Good Job
47. Darkos At The Antique Shop
48. When George met Darkos
49. Daddies & Sons
50. Sunday Family Dinner

## Accueil
Le dimanche 22 août 2010, baptisé « Arthur Day », 250 avant-premières du film ont été organisées en France.

### Accueil critique
Sur l'agrégateur américain Rotten Tomatoes, le film récolte 20 % d'opinions favorables pour 5 critiques.
En France, le film a reçu un accueil mitigé, il obtient une note moyenne de 2,4⁄5 sur le site Allociné, qui recense douze titres de presse.

### Box-office
| Pays ou région | Box-office        | Date d'arrêt du box-office | Nombre de semaines |
| -------------- | ----------------- | -------------------------- | ------------------ |
| Mondial        | 33 519 334 $      |                            |                    |
| France         | 3 127 246 entrées |                            |                    |

## Analyse